# Mas-des-Cours
Mas-des-Cours is een gemeente in het Franse departement Aude (regio Occitanie) en telt 21 inwoners (2009). De plaats maakt deel uit van het arrondissement Carcassonne.

## Geografie
De oppervlakte van Mas-des-Cours bedraagt 7,5 km², de bevolkingsdichtheid is dus 2,8 inwoners per km².
De onderstaande kaart toont de ligging van Mas-des-Cours met de belangrijkste infrastructuur en aangrenzende gemeenten.

## Demografie
Onderstaande figuur toont het verloop van het inwonertal (bron: INSEE-tellingen).

Vanwege een beveiligingsprobleem met de MediaWiki Graph-software is het momenteel niet mogelijk deze grafiek weer te geven. Zodra de software is bijgewerkt zal de grafiek vanzelf weer zichtbaar worden.